# Crassispira albomaculata
Crassispira albomaculata är en snäckart som först beskrevs av Orbigny 1842.  Crassispira albomaculata ingår i släktet Crassispira och familjen Turridae. Inga underarter finns listade i Catalogue of Life.